# 瑕疵新娘
《瑕疵新娘》作品標題另譯「失貞的新娘」「傷物的新娘」，通簡稱「傷嫁」，是《妖怪旅館營業中》輕小說系列作者友麻碧所作、藤丸豆ノ介負責作畫的日本漫畫作品，2023年5月28日於網絡漫畫平台Palcy以每月更制開始連載，2024年4月25日起於《月刊少年天狼星》2024年6月號-9月號特別登載前4話，於8月26日發行的10月號開始正式連載迄今，單行本由講談社出版。本作的輕小說則由友麻碧著作，於2023年10月由講談社出版連載迄今。故事講述過去被妖怪擄走留下詛咒性傷痕「妖印」而飽受迫害的少女白蓮寺菜菜緒與擁有詛咒吸血體質的陰陽五家之首「紅椿家」現任當家紅椿夜行締結婚約，與各方人士和妖怪斡旋的經歷。小說版則針對漫畫版故事作出不同的補充情節。
友麻碧最初在創作《浅草鬼妻日記》小說第8卷的期間，為了取材撰寫有關吸血鬼的故事內容參閱大量相關資料，產生想創作以吸血鬼為主角的作品的初步構想，後來在進行本系列作的創作期間，得以將構想付諸實行。本系列作是友麻碧首部先發行漫畫、再出版小說的作品，漫畫版同時是繼《浅草鬼妻日記》後，第二部和藤丸豆ノ介合作的漫畫作品。漫畫版連載初期的日語版副標題為《~受虐的我被皇國鬼神一眼看上的理由~》（日語：~虐げられた私が、皇國の鬼神に見初められた理由~），自第三章起不再使用該副標題，改為附上英語版標題。2023年6月，友麻碧將《梅蒂亞轉生物語》、《水無月家的婚約》、《瑕疵新娘》一併歸類為「友麻碧」名義出道第二季時期作品。
漫畫和輕小說發行後，評論家大多稱讚本作的美術畫風、世界觀構建、男主角和女主角互相扶持的情感，也有部分評論家認為本作情節安排和《我的幸福婚約》等灰姑娘類型故事的作品有著相似之處。2024年3月，東立出版社取得該漫畫版權。截至2025年6月，系列作包含漫畫單行本與小說銷售量超過430萬冊。漫畫版獲選2024年「BookLive 讀者票選」戀愛·喜劇漫畫類第8名，亦獲頒宮脇書店主辦的「Miyawaki Comic Awards 2024（日語：ミヤコミ 2024）」獎項、講談社主辦由全國書店店員投票遴選2024年「有趣且值得推薦」的漫畫獎項「講談社真心推薦！漫畫展2024（日語：講談社ガチ！マンガフェア2024）」少女·女性部門第二名、2025年電子漫畫大賞（日語：みんなが選ぶ!!電子コミック大賞）的異世界部門賞，第49屆講談社漫畫獎入圍少女部門決選。小說則入圍2024年樂天Kobo電子書書籍獎輕小說部門賞並獲頒入賞獎狀。

## 作品世界觀設定
《瑕疵新娘》故事發生在存在著人類和妖怪的架空世界，「靈力」為人類、妖怪、生物、物質蘊含的能量，依據個體種類擁有不同的屬性、靈力含量、威力，還有形式各異的運用方式，跟生存恢復、生活、技術應用、戰鬥與施術等密切相關，擁有靈力的物品被稱作「靈具」。該世界有些妖怪與人類為敵俱備危險性，會獵食和染指人類受害者，甚至會對部分被害者刻下象徵妖怪所有物、唯有除去加害妖怪才能消失的詛咒傷痕「妖印」，有些妖怪族群則會與人類和平相處乃至於和退魔者締結契約成為式神。本作世界觀中雖然因為時代、科技、醫學進步令人民概念逐漸開化和陸續出現反對迷信風氣者，仍有被妖怪殘留「妖印」的被害者遭守舊迷信觀念者歧視，極端者更甚受孤立和迫害。
故事起始階段的舞台為座落該作世界觀遠東地區，政治採用君主制和華族階級的和風島嶼國家「大和皇國」，該國的許多技術領域經常融入陰陽學的運用，故事正篇開始的50年前因為經歷西洋國家逼迫的衝擊影響正式開國，人類與反對開國的妖怪陷入長期衝突狀態，同時接受外來的西方技術和文化，為維護治安設有保衛國家的「陸軍」與保護人類免受妖怪危害、區分多個部門的組織「皇國陰陽寮」。「大和皇國」的國民沉浸文明開化、享受西方文化帶來的益處之餘，當地社會針對階級和身份的根深蒂固的偏見、人類與妖怪未解的衝突誤解，仍持續對社會造成負面影響。國境中的退魔師家族依照地位區分，守護皇都和統治陰陽道界、負責創造看守保護國土重要結界「五行結界」的前五大名門家族被稱作「陰陽五家」，次於「陰陽五家」的前八名家族為「陰陽後八家」，最終是排行末位的「陰陽末二十八家」。這些退魔師家族的地位階級會因為重大事件、家族成員功過、局勢等因素有所變動。

## 故事概要
白蓮寺菜菜緒是出身「大和皇國」時任「陰陽五家」之一「白蓮寺家」分家、天生俱備強大靈力的少女，她在15歲生日前（故事主線的3年前）為了取回未婚夫麗人贈送的髮簪，被表姊曉美設局誘出「五行結界」外圍遭妖怪猩猩綁架，失去被俘期間的記憶和殘留妖怪刻下的「妖印」，此事件導致菜菜緒被族人與周遭民眾視為遭妖怪玷污的「失身女」，婚約被取消，並長期遭受孤立、欺辱與虐待，連原生家庭也為了避免波及其他成員而刻意疏遠她，使她陷入絕望的境地。直至菜菜緒17歲那年的三月，「陰陽五家」的「紅椿家」當家兼皇國陰陽寮壹番隊隊長紅椿夜行為了物色新娘人選拜訪白蓮寺家，向失去求生慾望和遭白蓮寺家誤解欺凌的菜菜緒伸出援手，夜行正式宣布將菜菜緒娶進紅椿家和要求她改用真面目示人，他還坦承自己是遺傳源自家族詛咒、需要攝取女性血液生存的「椿鬼」吸血體質。
菜菜緒與夜行認識不同的人們、拓展見聞展開新生活，夫妻倆互相救贖生情並影響週遭人士，聯手制裁白蓮寺家與挫敗了夜行前任婚約者齋園寺忍試圖破壞兩者關係的陰謀，劇中穿插敘述表明夜行的特異體質使他自幼飽受母親朱鷺子敵視乃至於試圖滅口，連帶在成長過程和兄長鷹夜疏遠，但由於父親兼皇國陰陽寮局長夜一郎、大妹小夜子和小妹夜櫻、紅椿家式神和包含「陰陽五家」熟交「翠天宮家」在內的人們的支持才能擁有今天的地位。鷹夜和夜行兄弟倆受菜菜緒的影響關係趨於緩和，適逢年度皇國陰陽寮隊長會議討論維安策略，菜菜緒意外被檢測出過人靈力中混雜妖力和銘刻「妖印」的是更高階的大妖怪的事實，她開始學習「五大咒術」的相關知識和探索自身的能力。曾和忍在皇都引發危險事件的殺手武井暗地和朱鷺子合謀，兩者在維持「五行結界」的祭典「大江戶花火大會」展開行動，朱鷺子為清除鷹夜可能的婚戀對象確保後代血統純正，反誤傷保護研究助理的鷹夜，激動之下服用藥物化身大妖怪襲擊夜行等人，武井則為了和大妖怪大天狗進行交易，綁架菜菜緒作為獻祭的新娘。夜一郎向夜行揭露了朱鷺子被賦予生育後代責任、實為大妖怪滑瓢混血後裔的真相，派遣夜行救出菜菜緒。菜菜緒與武井接觸天狗族長外法的過程理解其黑暗的過往，和轉變立場的武井對抗天狗期間覺醒自身能力。（未完結）
| 故事章節篇章             | 收錄範圍                                                |
| ------------------------ | ------------------------------------------------------- |
| 第一章（白蓮寺家篇）     | 漫畫版單行本第1卷－第3卷（第1話－第12話）；小說版第1卷  |
| 第二章（齋園寺忍篇）     | 漫畫版單行本第4卷－第6卷（第13話－第22話）；小說版第2卷 |
| 第三章（五行結界動亂篇） | 漫畫版單行本第6卷－（第23話－）；小說暫未明             |

## 創作

《瑕疵新娘》小說版第1卷封面，封面角色從左至右分別為男主角紅椿夜行、女主角白蓮寺菜菜緒。

本作為作者友麻碧商業出道的十周年紀念作。作者以筆名「友麻碧」名義從事寫作的早期，以輕小說《妖怪旅館營業中》系列作品出道，此後陸續創作《淺草鬼妻日記》、《鳥居の向こうは、知らない世界でした。》、《梅蒂亞轉生物語》、《水無月家的婚約》（日語：水無月家の許嫁）輕小說系列作品。在正式發表本作的漫畫和輕小說之前，友麻碧於2023年5月15日接受日本雜誌媒體《達文西》的訪談，說明自己將《妖怪旅館營業中》、《淺草鬼妻日記》、《鳥居の向こうは、知らない世界でした。》歸類為「出道第一季階段」時期作品，同時仍持續撰寫被自己歸納為「出道第二季階段」時期作品的《梅蒂亞轉生物語》、《水無月家的婚約》。
友麻碧在2020年發表《淺草鬼妻日記》小說第8卷時，在附錄後記稱自己為取材撰寫該系列小說第8卷而蒐集許多吸血鬼的相關資料，由此萌生未來想撰寫主角是吸血鬼的故事的構想。2023年12月，友麻碧在個人推特（現為「X」）引用2020年的發文稱在2020年便萌生創作吸血鬼作為主角的作品的靈感，而《瑕疵新娘》正是當年靈感的伏筆回收。在漫畫創作方面，本作是友麻碧和藤丸豆ノ介繼輕小說《淺草鬼妻日記》改編漫畫後，第二次合作的作品，同時是友麻碧首部負責漫畫原作劇本、再執筆輕小說的作品。友麻碧在定案本作創作類型並邀請擔綱作畫的繪者時，最先想到的便是先前合作過的藤丸豆ノ介，而當時正著手繪製兩部作品的藤丸豆ノ介雖然有創作時間緊湊的顧慮，仍認為能和先前合作過的作者再度合作是光榮之事，為此同意再度合作並允諾盡量安排時間。進行漫畫創作的過程中，友麻碧和藤丸豆ノ介偕同編輯交流討論各種意見並逐話創作，漫畫發行時由於作中角色白蓮寺曉美和麗人的顏藝表現，讓友麻碧一度稱漫畫成品變成顏藝漫畫，實屬始料未及。友麻碧和藤丸豆ノ介在漫畫單行本第1卷封面內頁分別對本系列作的註解定義為「和風歷史妖怪婚姻奇譚」、「殘酷纖細、但兼具溫暖與美麗的故事」。
本系列作標題中的在日語中為形容有損傷瑕疵的物件、失去貞節的女子之意。友麻碧自述在設計本系列作的日語標題時，特意迴避使用「妖怪（あやかし）」這個單詞而取的標題，但是英語版本的標題「The Ayakashi Hunter's Tainted Bride」裡反而採用了「妖怪（Ayakashi）」的單詞，導致友麻碧的系列作在英語版總計有三個妖怪系標題的作品。漫畫版連載前期的日語版副標題為《~受虐的我被皇國鬼神一眼看上的理由~》（日語：~虐げられた私が、皇國の鬼神に見初められた理由~），進入故事第三章「五行結界動亂篇」時，友麻碧正式將作品標題簡化，不再採用該副標題，改附加英語版的標題翻譯The Ayakashi Hunter's Tainted Bride，並同步在2024年11月提前公開的漫畫單行本第6卷及其特裝版封面開始採用新版標題設計。
敘事設計上，本系列作的漫畫版和小說版主要採用女主角菜菜緒為主體的第一人稱角度敘事為主，但根據故事的發展，視角和敘事角色會發生程度不同的變化。小說版則以穿插不同角色的敘事篇章補述細節。故事主要舞台為以開國接受西方文化時期的日本為設計藍本的虛構島嶼國家，該國家存在著君主制和華族爵位的制度，人類和妖怪共同生存在該國領地且普遍衝突不斷，國民雖然沉浸於西方技術文明帶來的文明開化，但是社會仍存在著針對階級、身分地位、妖怪的偏見乃至於迫害行動。作品世界觀登場的除魔機構「陰陽寮」，以現實中的講談社建築作為創作原型。故事主線描繪被妖怪綁架殘留「妖印」飽受歧視虐待的少女白蓮寺菜菜緒與遺傳吸血體質的退魔家族之首「紅椿家」現任當家紅椿夜行的交織經歷。作品主題元素涵蓋日式奇幻、人際關係、價值觀的衝突與相容、人類和妖怪的共存與對立、社會裡的歧視偏見和社會問題議題。友麻碧此前創作《淺草鬼妻日記》小說第11卷附錄番外篇時，在作品裡增加「妖怪對被害者刻下象徵所有物的『妖印』」的設定，其後續在2023年7月的個人「X」平台貼文補述《淺草鬼妻日記》和《瑕疵新娘》雖然是各別世界觀設定獨立的作品，但是《淺草鬼妻日記》番外篇登場角色淺見風子「遭猿猴妖怪綁架刻下妖印，為此遭受欺凌」的設定，正好和本作女主角菜菜緒的遭遇不謀而合。友麻碧在2024年10月的個人「X」平台文章指稱道，本系列作的故事第三章是依循「三的法則」編排劇情，該篇章亦為故事裡的重要篇章之一。
友麻碧在2024年1月接受採訪時稱本作為「富含許多殘酷要素的日式奇幻作品和少女漫畫」，同年2月在個人「X」平台發佈自己對於從《妖怪旅館營業中》開始至《瑕疵新娘》為止的作品簡要評價，友麻碧將《妖怪旅館營業中》、《鳥居の向こうは、知らない世界でした》、《瑕疵新娘》評論為「大家都能樂在其中的王道作品」。擔綱漫畫繪者兼角色設計的藤丸豆ノ介則在分別在個人「X」帳號與媒體訪談中提及，本作是她首度繪製非小說或遊戲改編的漫畫作品，由於本作是友麻碧的首部原創漫畫原作，擔綱該作的繪者意味著責任重大，為此她在作畫的過程格外謹慎和抱持「若能順利地讓很多讀者閱讀便感到放心」的想法激勵自己。友麻碧在著作本系列作的改編輕小說時，係取用漫畫版文本融入小說版原稿編寫而成，隨著本作的輕小說發行，友麻碧和藤丸豆ノ介進行該系列作的創作流程，變成小說和漫畫混合的編寫，友麻碧在個人「X」平台發文稱能持續進行混合創作，歸功於藤丸豆ノ介的技術和速度感，藤丸豆ノ介則回應友麻碧的文筆紮實與耐心商量解答問題，還有編輯的勤懇協助功不可沒。
本系列作無論是漫畫版和小說版，均以男主角夜行和女主角菜菜緒為主要封面人物，友麻碧於2024年9月在個人「X」平台公佈漫畫單行本第5卷的封面彩圖時，特別強調常出現於漫畫封面裡的猿猴面具終於消失的訊息。進入2025年，因應作品公式設定集在該年7月底出版，友麻碧在著作公式設定集內容期間，特別邀請料理專家針對作品中出現且收錄在公式設定集的料理進行烹製再現和附上評語。

## 發表
本作的漫畫正式連載前，作者友麻碧於2023年4月8日在個人「X」平台發表自己的生日文章，同時預先發佈本作男主角和女主角的漫畫截圖，宣布新作預計在該年5月下旬發表的訊息
。本作的漫畫最早於2023年5月28日於講談社與pixiv聯合開發的行動應用程式「Palcy」開始連載。採用月更制，於每個月末更新。2024年4月25日起，本作在《月刊少年天狼星》2024年6月號-9月號特別登載前4話，同年8月26日發行的10月號始正式連載，同年10月24日發行的12月號登上該刊物的卷尾彩圖，開始同時刊載兩話內容。除上述刊載應用程式和雜誌以外，本作的漫畫單話分冊版也在諸如pixiv漫畫、comico、亞馬遜日本、講談社官方漫畫應用程序「K MANGA」等電子平台發行更新。漫畫版第一卷亦收錄於《月刊少年天狼星》2023年6月出版的刊物《維爾德拉·坦派斯特聖典捆裝特輯 『轉生史萊姆』迷你畫集附錄月刊少年天狼星人氣作3選》（日語：ヴェルドライチオシ聖典パック　『転スラ』ミニ画集付き　シリウス人気作３選）。進入2025年4月，《月刊少年天狼星》為紀念創刊20周年，創辦電子雜誌《ARTEMIS by sirius》收錄在《月刊少年天狼星》連載的女性向漫畫作品並排定於2025年5月29日發行首期，本作亦名列其中並被《ARTEMIS by sirius》選為首期封面登場作品。
本作的延伸輕小說由友麻碧執筆，小說第1卷於2023年10月13日正式發售。本作輕小說開始發行時，友麻碧仍持續執筆創作《梅蒂亞轉生物語》、《水無月家的婚約》，形成了三部輕小說同時並行創作的狀況。

### 宣傳
2023年，漫畫版單行本第1卷的銷售量超過40萬冊後，講談社為宣傳友麻碧著作的該系列小說版第1卷，於2023年10月8日在官方帳號發佈小說將在該年10月13日發行的公告和宣傳影片。
2024年1月30日，《月刊少年天狼星》於YouTube頻道公開一段由聲優梅原裕一郎擔任敘事旁白配音的漫畫版預告宣傳片，因應漫畫版單行本第2卷正式發行，講談社向戶外廣告業者在池袋租借大型戶外螢幕放映宣傳影片和張貼行銷廣告看板。同年5月30日，漫畫官方「X」帳號於連載滿一週年時正式啟用。同年7月30日，適逢漫畫發行單行本第4卷，《月刊少年天狼星》發佈宣傳漫畫故事進入新篇章兼宣傳漫畫單行本第4卷發售的配音宣傳片，其中敘事旁白和男主角紅椿夜行均由梅原裕一郎配音，女主角白蓮寺菜菜緒由羊宮妃那擔綱聲演，紅椿夜行的母親紅椿朱鷺子則由戶松遙飾演。《月刊少年天狼星》在Youtube頻道釋出取自漫畫第1話至第4話，由梅原裕一郎、羊宮妃那、江口拓也、戶松遙配音演出的有聲漫畫，四者分別飾演紅椿夜行、白蓮寺菜菜緒、白蓮寺麗人、白蓮寺曉美。配音員三木晶在個人「X」宣佈加盟參演有聲漫畫，飾演白蓮寺家喝斥菜菜緒的女傭。漫畫官方「X」帳號在同年11月故事進入第三章「五行結界動亂篇」和漫畫第22話、第23話公開前，提前發佈新篇章的登場角色設計圖。
2025年4月30日，官方「X」帳號發布漫畫單行本第7卷發售紀念宣傳兼作中登場皇國陰陽寮隊長介紹的影片，聲優內田雄馬加盟演出皇國陰陽寮六番隊隊長菊大路一成，同年5月2日發佈第2支漫畫單行本第7卷發售紀念宣傳影片。同年5月30日，官方「X」帳號配合連載兩周年舉辦「X」平台活動，宣布關注官方「X」帳號並引用貼文說明自己喜歡角色的100名獲選讀者可獲得官方贈與的文件檔案夾。作為宣傳活動的一環，參與宣傳該系列作的書店，會獲得作者友麻碧和繪者藤丸豆ノ介簽名的有色繪紙和應援店認證書作為憑證。同年7月30日，發佈漫畫單行本第8卷發售紀念宣傳影片，聲優西山宏太朗加盟演出夜行的兄長兼皇國陰陽寮第一研究室所長紅椿鷹夜。

### 相關企畫
2024年9月下旬，講談社漫畫和漫畫官方「X」公布本作參與講談社漫畫在日本偕同英語補教業者DMM英会話、講談社旗下網路漫畫平台Magapoke的公開紀念2大合作企劃，以DMM英会話的補教課程和Magapoke的點數為獎品，招集參與活動者協助將本作台詞翻譯成英語。2025年5月29日，《月刊少年天狼星》旗下少女漫畫雜誌《ARTEMIS by sirius》正式創刊，本作被收錄其中，《ARTEMIS by sirius》和本作漫畫官方「X」公布從2025年5月29日至2025年6月30日追蹤《ARTEMIS by sirius》官方「X」帳號、在貼文標記「ARTEMIS創刊紀念」的4名隨機抽選的用戶可獲取《瑕疵新娘》、《惡食千金與狂血公爵》、《妖怪旅館營業中》、《千年の花嫁》其一作者的簽名紀念彩繪。同年5月下旬，本作為參與《月刊少年天狼星》創刊20周年紀念企劃的連載作品之一`。

## 出版書籍

### 漫畫版單行本
漫畫版初期連載正副標題為「瑕疵新娘 ~受虐的我被皇國鬼神一眼看上的理由~」，自故事第三章「五行結界動亂篇」起標題簡化為「瑕疵新娘」，封面亦開始附加英語版標題翻譯。日語版單行本均由講談社出版和附錄單行本短篇，自單行本第4卷起發行附贈追加本作短篇漫畫文章內容和作者訪談、人物設定等資訊的小冊子的特裝版。目前已有英語、泰語、法語等多國語言翻譯。

### 作品公式資料集
2025年6月16日，作品官方「X」帳號發佈本作公式書籍排定於2025年7月30日，與本系列作漫畫單行本第8卷同日發行。
- 《瑕疵新娘公式資料集》

| 卷數 | KADOKAWA          | KADOKAWA               | 備註 |
| 卷數 | 發售日期          | ISBN                   | 備註 |
| ---- | ----------------- | ---------------------- | --- |
| 1    | 2025年7月30日[94] | ISBN 978-4-06-539582-0 | 附錄短篇「菜菜緒，在陰陽寮迷路（日語：菜々緒、陰陽寮で迷子になる。）」、收錄小說版發售紀念限時公開短篇「菜菜緒，對早起的夜行感到驚訝（日語：菜々緒、早起きの夜行に驚く。）」[95] |

## 迴響

### 銷售量
《瑕疵新娘》在2023年5月正式發行漫畫後，在日本漫畫網路行銷平台位居2023年7月29日的全類別排行榜第一名。系列發行單行本5日後立即宣布再版，截至2023年10月18日，漫畫單行本和小說單行本銷售量累積超過45萬冊。小說版第1卷於2023年8月公開封面設計，定於2023年10月正式發售，由於封面設計剛公開便獲得讀者熱烈反應，講談社為此大幅增加小說版的首版數量，小說版第1卷在正式發售後立即以萬冊為單位進行大規模再版，作者友麻碧在個人「X」帳號發文表示該系列作的小說再版速度超過了自己的預料範圍。2023年12月，作者友麻碧宣布小說單行本第1卷達成第三刷。
英文漫畫版先行版在2024年5月正式在美國發售，在美國發行第6日時，銷售量攀升為講談社所有系列作品中的排行榜第一名。講談社在同年7月宣布本系列作英文正版排定在2025年春天發行。法國漫畫出版社Pika Édition在同年9月22日宣布獲得授權，定於2025年發行本系列作，這同時是Pika Édition首度獲得授權出版的日本少女漫畫。
本系列作的漫畫版單行本第1卷至第5卷、小說版第1卷和第2卷在2024年均有多度再版發售，其中小說版第2卷在出版兩個月達成三刷紀錄。截止2025年6月（漫畫單行本第8卷含通常版與特裝版及公式設定集發行前），月刊少年天狼星官方「X」帳號公開漫畫單行本第8卷的正式書腰黑白版圖，宣布本系列作銷售量超過430萬冊。

### 評價和解讀

#### 日本國內
漫畫發行後，作家「うるける伊達」在2023年12月發表的書評文章中，將本作評為「傷痕累累的兩個人的愛情故事」，讚揚作品風格融合大正時代的華麗與陰陽道、妖怪的奇幻元素，肯定女主角菜菜緒的堅強精神，還有男主角夜行的誠實溫柔與展現的個人氣概。伊達稱菜菜緒遭白蓮寺之鄉居民實施村八分孤立霸凌，但是麗人直至菜菜緒離開才體認她的重要性。日本娛樂網站「Natalie」於2024年3月發表以「和風戀愛奇幻作品何以流行」為題的解析專題，編者岸野恵加在文中寫道，包含本作和《我的幸福婚約》在內的同類型作品，其共同點在於女主角飽受家族的壓迫乃至於虐待、身邊擁有才華洋溢出色的手足以至於在成長過程經常被互相比較，和童話《灰姑娘》的故事相似，接著外型出眾且擁有高地位的男主角發現了女主角的存在和隱藏能力，結婚同時講述主角如何克服困難找到幸福，岸野稱這般情節似乎與小說發佈網站上流行的「逆襲系（日語：ざまあ系）」（其中貶低主角或犯下惡行的角色變得不幸的作品）有一些重疊，而且故事設定的虛構時代通常容易讓讀者聯想起明治和大正時代。日本娛樂新聞網站「ciatr」駐站作家中野ユウ在評析文章指稱作品著重細節的獨特精緻作畫風格，進一步襯托出主角夜行和菜菜緒的存在，盡管菜菜緒在作中所處的環境令讀者感到不悅，然而作品裡的美麗畫風足以使這些不快感獲得緩解。
進入2024年1月時，日本娛樂新聞網站「ciatr」統整近年少女漫畫作品，《瑕疵新娘》排列在該網站「2023年最新推薦少女漫畫排行榜TOP25」的第7名。2024年7月30日，月刊少年天狼星為了紀念該作銷售成績，在官方Youtube頻道發佈本作的有聲漫畫和新篇章預告，由配音員羊宮妃那、梅原裕一郎、江口拓也、戸松遙擔綱聲演，在有聲漫畫版飾演女主角菜菜緒的羊宮妃那在個人「X」帳號稱譽該作的故事動人。同年日本連鎖書店業者「宮脇書店」公布直營店全體員工投票篩選出2024年推薦的前五部漫畫作品票選結果，本作榜上有名，收錄投票人員的評語包含「兩個背負創傷的人交織而成的愛情故事」、「充滿鮮花和鮮血，交錯愛恨情仇的婚姻故事」、「帶著傷痕和秘密的兩個人互相依靠的模樣彌足珍貴」、「擁有美麗的和風世界觀」等。日本電子書籍商城「BookLive」在2024年舉辦讀者票選漫畫作品活動，官方網頁公佈票選結果針對該作的收錄評語則有「正是因為他們的心裡都有傷痕，所以他們才能互相依靠支持和愛護對方，這般感情令人心動。」、「可憐但內心堅強的女主角，出言反擊虐待自己的表姊和前未婚夫的場面令人大快人心」、「原以為是日版灰姑娘故事，結果波折不斷，令人期待」等。講談社IP商務部部長碓冰早矢手在個人「Voicy」語音平台引用該漫畫，作為談論「性別論」與如何應對該議題的範例。
在第49屆講談社漫畫獎的作品講評中，漫畫《月薪嬌妻》作者兼該屆評審海野綱彌評價本作為「充滿濃厚妖怪舊俗和逆襲色彩的愛情作品」，同為該屆評審的漫畫《絕望先生》作者久米田康治認為本作「如同在光滑的冰面上巧妙滑行一樣」，但光看標題就讓人擔心，原因是在令和時代一般人會擔心受到譴責，所以不會取這種作品標題，久米田康治在評論中指稱喜歡本作的「不顧忌」、「突破極限」，另一方面作品中展現令人擔憂的惡劣欺凌侮辱行為，並總結「很羨慕這種作品，其中妖怪造成的傷痕也能透過愛情治好。更不用說單行本最後還附了小說，簡直是為所欲為。而且明明是「小說」，卻是劇本風格」，至於評審兼小說家勇嶺薰則指稱本作雖然俱備其他漫畫不俱備的新穎之處，但其他參與評審委員也表示基於題材特性的影響，也存在著類似故事展開的漫畫作品。

#### 海外媒體
海外地區的迴響評價方面，英語動漫新聞網站「Anime Atelier」的Kiira Fox對漫畫單行本英語版第1卷的評價為藤丸豆ノ介畫風更為進步成熟之作，儘管不像《流浪神差》那樣的喜劇效果，而且容易見及許多漫畫描繪「遭遇不幸困境的少女」的常見元素，但認為作品的設計具有歷史背景，而且相較於同類型的《我的幸福婚約》更俱備戲劇化和衝突性，Kiira Fox指稱夜行坦承自身吸血體質時顯現的吸血鬼元素與坦承希望菜菜緒陪伴他的橋段，為世界觀建構增添了層次，而且英語版的翻譯忠實於日本歷史和附帶翻譯註釋，補充說明妖怪和其他西方觀眾可能會感到困惑的細節，總結該作適合喜歡類似《我的幸福婚約》或日本歷史背景任一要素的作品。「Anime UK News」的駐站作家Sarah則給本系列作漫畫單行本第1卷評分9分（滿分10分），Sarah評稱作品不可否認的和《我的幸福婚約》有著相似之處，但正是令人愉悅的細節和世界構建讓故事栩栩如生，她評點菜菜緒對於如何為夜行準備合適的早餐食物的想法，有助於說明菜菜緒的身份與她是如何接受訓練，也會讓作品喜好者聯想起同為友麻碧著作的《妖怪旅館營業中》。Sarah亦稱道在人物刻畫方面，雖然作者和繪者以極具吸引力的藝術風格對菜菜緒進行了同情性的描繪，但是讀者們暫時無法在第一章了解更多菜菜緒的細節，並期盼往後的故事發展能讓讀者們看見更真實的她，同時評論該卷單行本的附錄篇章《菜菜緒的夜行大人觀察日記》讓人聯想到夏綠蒂·勃朗特筆下作品《簡·愛》中女主角簡·愛與男主角愛德華·費爾法克斯·羅徹斯特的互動。
英語動漫新聞網站動畫新聞網Dee針對本作漫畫單行本第1卷給出評分2分（滿分5分）的中下評價，Dee批評數位化、過於光滑的作畫風格，不但使任何原本可能有特色的地方都被磨平、對超自然元素的描繪缺乏魅力，而女主角菜菜緒的人物刻畫是典型的需要他人拯救的灰姑娘類型角色，除了菜菜緒的父親以外的親族多為惡毒之人，至於夜行的靦腆之處雖有讓角色塑造多出可取之處，而他和菜菜菜緒因為身上的詛咒而建立的情感聯繫，也有機會成為故事的核心亮點。但除此之外，這些角色很難讓人留下深刻印象。Dee亦指稱漫畫第1卷的作品世界觀魔法體系建立在性別刻板印象之上，雖然或許未來的劇情會挑戰這樣的世界觀，但目前漫畫第1卷完全沒有，並總結漫畫第1卷充滿了既定的角色模板和情節套路，卻很少去深思這些元素如何影響角色塑造與整體故事發展，但也並非毫無希望，除非是菜菜緒開始展現主動性和目標，而非單純的為丈夫奉獻血液與做飯，否則他沒有繼續追蹤作品的意願。相較之下，同為動畫新聞網撰寫評析文章的Rebecca Silverman則給本作漫畫單行本第1卷評分3分（滿分5分）的中等評價，寫道本作和諸如《我的幸福婚約等》灰姑娘類型故事相似且兩部作品同為奇幻版大正時代的背景設計，讓人確實讓人很難忽視那些熟悉的元素和如同阿爾奈-湯普森分類法編號ATU403A《白新娘與黑新娘》般民間故事的橋段，表示夜行救助菜菜緒的原因有部分是想要迎娶為新娘的人選，但也是真誠地想幫助一個深陷困境的人，稱夜行與菜菜緒還需要更多發展，這也是令她期待單行本第2卷的原因。Rebecca認為本作如果有機會，這個系列作可能會成為一部獨立的作品，並憑藉其自身的優點吸引讀者，總結雖然這是個耳熟能詳的故事，但也許它還是值得一讀。

### 獲獎和入圍項目
小說版第1卷在2024年入圍樂天Kobo電子書書籍獎的輕小說部門賞決選，獲得主辦單位頒發入賞獎狀表彰，最終由中西モトオ著作的《鬼人幻燈抄》第14卷贏得該類別大賞，友麻碧在個人「X」平台發文稱此為個人首度獲獎記錄。講談社文庫官方「X」平台在2024年12月31日公佈「2024年度講談社Taiga最佳前3名」的榜單，本系列作小說版第2卷排名第1名。
2023年9月，漫畫版在數位漫畫平台Renta！亂搭舉辦的漫畫獎項《Renta！大賞》（日語：Renta!大賞）職員部門女性向作品類別名列第8名（該類別入圍共計30部作品）。
2024年，漫畫版於漫畫應用程序「Palcy」被選為該年度上半年排行榜綜合部門第1名，該年與《神樂鉢》、《螢火蟲的出嫁》、《異世界武士》、《羽根親和阿吹的兒科診療錄》（日語：ハネチンとブッキーのお子さま診療録）獲頒宮脇書店主辦的「Miyawaki Comic Awards 2024（日語：ミヤコミ 2024）」獎項，亦在電子書籍平台「BookLive」分別排名該年度「BookLive 讀者票選」戀愛·喜劇漫畫類第8名、「BookLive 年度排行」少女漫畫·女性漫畫類第8名，「BookLive!讀者票選推薦 最佳100部異世界漫畫」的少女漫畫·女性漫畫類別第24名。在講談社舉辦由全國書店店員投票遴選2024年「有趣且值得推薦」的漫畫獎項「講談社真心推薦！漫畫展2024（日語：講談社ガチ！マンガフェア2024）」獲選少女·女性部門第二名。日本電子漫畫平台「Comic Seymour（コミックシーモア）」公佈「2024年度熱門漫畫排行榜」中，本作在「少女・女性向奇幻作品」部門排行第4名。
進入2025年，本作在該年1月下旬和《來場華麗的離婚吧！》（日語：華麗に離縁してみせますわ！）獲頒電子漫畫大賞（電子漫畫大獎）（日語：みんなが選ぶ!!電子コミック大賞）的異世界部門賞並製成音樂影片，同年4月入圍第49屆講談社漫畫賞少女部門最終決選名單，但在5月公開得獎結果時由卯月ココ著作的《戀愛吧，假面天使！》取勝。本作名列2025年「BookLive!讀者票選推薦 真正有趣的100部漫畫」排行榜的戀愛·愛情喜劇漫畫第7名。

## 外部連結
- （日語） Palcy漫畫版介紹頁面
- （日語） pixivコミック漫畫版介紹頁面連載篇章列表
- （日語）（页面存档备份，存于）
- （日語） 官方推特的X（前Twitter）
- （日語） 官方推特的X（前Twitter）
- （日語） 官方推特的X（前Twitter）
- （日語） 講談社相關系列 （页面存档备份，存于）
- （日語）作者友麻碧官方推特的X（前Twitter）
- （日語）漫畫繪者藤丸豆ノ介官方推特的X（前Twitter）
- （日語）漫畫版官方推特的X（前Twitter）